# Jesse Glover
Jesse Raymond Glover (15 de octubre de 1935 - 27 de junio de 2012) fue un artista marcial estadounidense. Destacó como el primer aprendiz de Bruce Lee, así como su primer asistente en Estados Unidos

## Biografía
Campeón de judo y ávido investigador de los estilos de lucha, Glover conoció a Lee durante una exhibición de kung fu en Seattle en 1959. Tras descubrir que ambos estudiaban en el Edison Technical College, donde Glover cursaba la carrera de psicología, entablaron una amistad y Glover se volvió su compañero de entrenamiento habitual, compartiendo el uno con el otro sus respectivos conocimientos marciales.
Fue en casa de Glover donde Lee midió electrónicamente la fuerza y velocidad de sus famosos golpes. En el primero de sus libros, Glover afirma que Lee alcanzaba cinco centésimas de segundo a tres pies de distancia, mientras él mismo sólo llegó a una décima. Más tarde, Glove inició su propia enseñanza en el kung fu con Leroy Garcia y James DeMile. También creó su propio estilo, denominado Non-Classical Gung Fu (NCGF).
Glover vivió toda su vida en Seattle, donde fungió como instructor y autor hasta su muerte por cáncer en junio de 2012. Aunque no ha sido inmortalizado en ninguna de las adaptaciones fílmicas de la vida de Lee, éstas tienden a incluir a un personaje afroamericano como su primer estudiante en honor a Glover, contándose como ejemplos Jerome Sprout en la película de 1993 Dragón: La historia de Bruce Lee (donde fue interpretado por Sterling Macer) y Billy en el filme de 2019 Ip Man 4 (interpretado por Simon Shiyamba).